# Solange Aumaitre
Solange Aumaitre Marcelino de Maeztu (Madrid, 1951) és una maquilladora espanyola. El seu pare era de París i la seva mare de Madrid, va néixer a aquesta ciutat però es va establir a La Corunya el 1960, i a la mort dels seus pares s'hi va quedar definitivament. Va començar a treballar com a maquilladora al cinema en els curtmetratges gallecs Só para nenos (1985), Noa e Xoana (1986) i O resplandor da morte (1991), a la sèrie de TVG Imos aló? (1989) i al llargmetratge Continental (1990) de Xavier Villaverde. El 1993 va guanyar el Goya al millor maquillatge i perruqueria al costat de Magdalena Álvarez pel seu treball de maquillatge a Tirano Banderas. Després d'aquest èxit va treballar a la sèrie de TVG A familia Pita (1996) i a les pel·lícules La novia de medianoche (1997) i El año de la garrapata (2004). Després deixà el cinema i es dedica al maquillatge de les òperes al Palacio de Congresos.